# British Columbia Highway 101
Der British Columbia Highway 101 befindet sich im Südwesten der kanadischen Provinz British Columbia. Er hat eine Straßenlänge von 139 km, ergänzt wird der Highway jedoch durch eine Fährüberfahrt von 19 km Länge. Der Highway beginnt am Langdale Ferry Terminal in der Nähe der Gemeinde Gibsons, sein Ende ist in Lund. Bis auf den Abschnitt von Powell River nach Lund gehört der Highway als sogenannte „Feeder Route“ (Zubringer- oder Verbindungsroute) zum kanadischen National Highway System.

## Streckenverlauf
Der Highway hat seinen Beginn am Fährhafen von Langdale. Dort kommen Schiffe aus Horseshoe Bay, Keets Island sowie New Brighton an. Der Highway verläuft bis Madeira Park entlang der Küste an der Straße von Georgia, daher kommt auch der Eigenname des Highways: Sunshine Coast Highway. Der Highway folgt nach Osten ins Landesinnere bis Kleindale und ab dort nach Norden. Vorbei am Ruby Lake stößt der Highway auf die Küste zum Earls Cove Ferry Terminal. Dort endet der erste Abschnitt des Highways. Nach einer Fährfahrt von etwa 50 Minuten, über das Jervis Inlet, erreicht man das Saltery Bay Ferry Terminal, wo der zweite Abschnitt des Highways beginnt. Der Highway folgt weiterhin in westlicher Richtung dem Verlauf der Küstenlinie und schwenkt bei Powell River, wo er das Westview Ferry Terminal passiert, nach Norden. Im Zentrum von Lund endet der Highway.